# Світло у вікні
«Світло у вікні» (інша назва «Секрет щастя») — радянський чорно-білий художній фільм-драма 1960 року, знятий режисером Володимиром Кочетовим на Одеській кіностудії.

## Сюжет
Колектив тепловозобудівників виборює збільшення випуску продукції. Потрібні ефективніші методи зварювання, проте всі зусилля Андрія Кострова та його товаришів сконструювати новий зварювальний апарат марні. На цьому ґрунті у бригаді виникають розбіжності. Група скептиків умовляє Андрія відмовитися від безплідних пошуків та перейти працювати на колишню дільницю. Серед тих, хто сумнівається, виявляється і дружина Кострова, Таїсія. Проте особисті невдачі та переживання не вибивають з колії Андрія. Він продовжує пошуки. Таїсія їде до брата до рідного містечка. Їй необхідно побути однією, розібратися у всьому, що сталося, адже Таїсія палко любить Андрія. Поступово вона починає розуміти його правоту, його прагнення справжнього життя. І настає день, коли наполегливість та завзятість молодих ентузіастів перемагають: знайдено метод швидкісного зварювання, сконструйовано новий апарат. Таїсія повертається до чоловіка. Знову в сім'ї Кострова повертається спокій і впевненість у завтрашньому дні.

## У ролях
- Віктор Єгоров — Андрій Костров
- Валентина Пугачова — Таїсія
- Лев Жуков — Костянтин
- Є. Зяброва — Віра
- Віктор Плотников — Іван
- Юрій Цупко — Петренко
- Олег Жаков — Авілов
- Віктор Терехов  — Дмитро
- Борис Романов  — Юра
- Дмитро Капка — татуювальник
- Юрій Саричев — Волошка
- М. Соколянський — епізод
- Марія Шаманська — дружина Авілова

## Знімальна група
- Сценарист: Борис Силаєв
- Режисер-постановник: Володимир Кочетов
- Оператор-постановник: Микола Луканьов
- Художник-постановник: Юрій Богатиренко
- Композитор: Аркадій Філіпенко
- Режисер: Ю. Фокін
- Звукооператор: Борис Морозевич
- Текст пісень Миколи Сингаївського
- Режисер монтажу: О. Харькова
- Редактор: Ілля Жига-Резницький
- Комбіновані зйомки: оператор — Вадим Костроменко, художник — Н. Куршпетов
- Оркестр Одеської державної філармонії, диригент — Климентій Домінчен
- Директор картини: М. Гольдфарб